# Marcelo Vieira
Marcelo Vieira da Silva Júnior (sinh ngày 12 tháng 5 năm 1988), thường được biết đến với tên gọi Marcelo, là một cựu cầu thủ bóng đá chuyên nghiệp người Brasil từng thi đấu ở vị trí hậu vệ trái. Được đánh giá là một trong những hậu vệ vĩ đại nhất mọi thời đại trong lịch sử bóng đá, anh nổi tiếng nhờ lối chơi giàu sức tấn công và khả năng kiểm soát bóng tốt. Trong suốt sự nghiệp của mình, anh là cầu thủ giành nhiều danh hiệu nhất trong lịch sử của Real Madrid, với 25 danh hiệu đã giành được.
Năm 2005, Marcelo giành được Campeonato Carioca với Fluminense FC và năm 2006 anh được chọn vào Đội hình của mùa giải Brasileirão ở tuổi 18. Cuối năm đó, anh gia nhập Real Madrid với mức phí 8 triệu đô la. Tại đây, anh giành được 25 danh hiệu, bao gồm 5 UEFA Champions League, (được bầu vào Đội hình xuất sắc nhất mùa 3 lần) cũng như 5 danh hiệu La Liga. Anh đã được chọn vào FIFPro World XI sáu lần, Đội hình tiêu biểu của UEFA ba lần và Đội hình của mùa giải La Liga vào năm 2016. Anh còn là cầu thủ dành nhiều danh hiệu nhất mọi thời đại tại Real Madrid.
Ra mắt đội tuyển Brazil vào năm 2006, Marcelo đã được gọi vào đội tuyển Olympic 2008, nơi anh đã giành được huy chương đồng. Bốn năm sau, anh góp mặt trong đội tuyển Olympic 2012 của Brazil, với tư cách là một trong ba cầu thủ quá tuổi, Brazil đã giành huy chương bạc. Marcelo được chọn là thành viên của Brazil thi đấu tại Cúp Liên đoàn các châu lục 2013 và đá chính cả 5 trận, khi Brazil giành chiến thắng 3–0 trước Tây Ban Nha trong trận chung kết. Anh là một phần của đội tuyển Brazil trong World Cup 2014, đây là kỳ World Cup đầu tiên của anh. Brazil đã lọt vào bán kết và anh được điền tên vào Đội hình tiêu biểu của giải đấu. Vào tháng 5 năm 2018, anh có tên trong đội hình của đội tuyển Brazil tại FIFA World Cup 2018 nơi anh một lần nữa được chọn vào Đội hình tiêu biểu của giải đấu.

## Sự nghiệp cấp câu lạc bộ

### Fluminense
Marcelo bắt đầu chơi futsal từ năm lên 9 tuổi. Năm 13 tuổi anh được ký hợp đồng với câu lạc bộ Fluminense. Lúc đó hoàn cảnh anh quá khó khăn đến nỗi mà suýt nữa từ bỏ sự nghiệp bóng đá của mình, nhưng câu lạc bộ nhận ra được anh là một "Viên ngọc quý" nên đã đảm bảo giữ anh lại.

### Real Madrid
Marcelo gia nhập Real Madrid trong kỳ chuyển nhượng mùa đông mùa giải 2006–07. Khi đến nơi, Chủ tịch câu lạc bộ khi đó Ramón Calderón nói, "Anh ấy là một bản hợp đồng quan trọng đối với chúng tôi. Anh ấy là một cầu thủ trẻ, người sẽ tạo ra một số sự tươi mới cho đội bóng và là một phần trong kế hoạch của chúng tôi để đưa những cầu thủ trẻ hơn vào đội hình. Chúng tôi rất vui vì anh ấy là viên ngọc trai mà một nửa châu Âu mong muốn. "  Nhiều khán giả ca ngợi anh là người kế thừa tiềm năng của Roberto Carlos người Brazil và Real Madrid trong vai trò hậu vệ trái.
Marcelo có trận ra mắt đầu tiên khi vào sân thay người trong trận thua 2–0 trước Deportivo La Coruña vào ngày 7 tháng 1 năm 2007. Vào ngày 14 tháng 4 năm 2007, khi đó huấn luyện viên Fabio Capello đã cho Marcelo đá chính đầu tiên cho Real Madrid trước Racing de Santander. Real Madrid đã thua trận 2–1 một cách đầy tranh cãi. Trong mùa giải 2007–08, Marcelo đá chính gần như tất cả các trận đấu của Madrid dưới thời tân huấn luyện viên Bernd Schuster. Khả năng của anh ấy, tốc độ chạy trên sân, tấn công và phòng ngự đã giúp anh ấy trở thành một cầu thủ rất quan trọng của Real Madrid.
Sau chuỗi phong độ tệ hại vào năm 2009, Marcelo phải ngồi dự bị trong phần lớn mùa giải còn lại dưới thời tân HLV Juande Ramos, chủ yếu là đội phó của Gabriel Heinze. Ramos đã sử dụng Marcelo ở vị trí tiền vệ cánh nhiều hơn một lần, và cầu thủ người Brazil đã thích nghi rất tốt với vai trò mới của mình. Anh ấy đã ghi bàn thắng đầu tiên của mình sau khi nhận được một cú đánh gót từ tiền đạo Gonzalo Higuaín và đưa bóng đi qua thủ môn trong pha đánh bại Sporting Gijón 4–0 của Madrid. Sau trận đấu, HLV Ramos tuyên bố rằng tương lai của Marcelo sẽ được bố trí ở vị trí tiền vệ cánh, nhưng sẽ lùi về phòng ngự khi được yêu cầu. Marcelo ghi bàn thắng thứ hai cho Real Madrid trong chiến thắng trước Almería, một cú sút mạnh từ ngoài vòng cấm bằng chân phải yếu hơn của anh ấy.
Vào ngày 18 tháng 4 năm 2009, anh ghi bàn thắng thứ ba trong sự nghiệp ở Real Madrid, khi anh ghi bàn duy nhất trong trận đấu với Huelva trên sân khách.  Anh ghi bàn thắng thứ tư vào lưới Sevilla tại Ramón Sánchez Pizjuán vào tháng 4 năm 2009.

#### Mùa giải 2009–10
Dưới thời tân huấn luyện viên trưởng Manuel Pellegrini, Marcelo liên tục góp mặt trong đội hình xuất phát vì sự linh hoạt và tốc độ của anh ấy ở bên cánh trái trong vai trò tấn công và phòng ngự. Anh tiếp tục được sử dụng ở vị trí tiền vệ cánh trái dưới thời Pellegrini, và đứng đầu bảng xếp hạng kiến tạo của La Liga trong mùa giải 2009–10. Anh ấy thừa nhận trong một cuộc họp báo vào cuối năm 2009, "Bây giờ tôi cảm thấy chơi tốt hơn với tư cách là một cầu thủ chạy cánh."  Màn trình diễn thành công của anh ấy trong mùa giải 2009–10 của Real Madrid đã giúp anh ấy được gia hạn hợp đồng vào ngày 5 tháng 2 năm 2010 với câu lạc bộ đến tháng 6 năm 2015. Mùa giải này đã chứng tỏ là mùa giải đột phá của anh ấy tại câu lạc bộ.

#### Mùa giải 2010–11

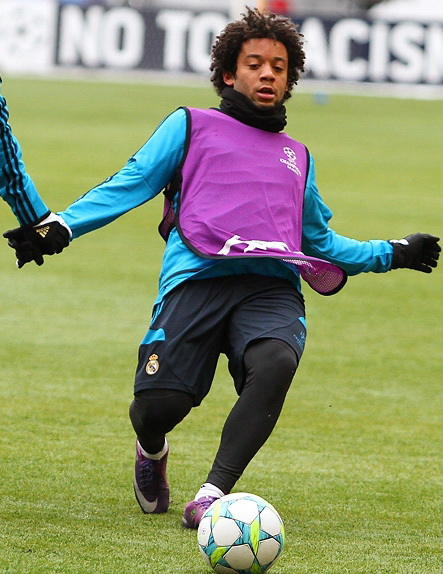
Marcelo tập luyện với Real Madrid năm 2011.

Trong mùa giải 2010–11 dưới thời tân huấn luyện viên José Mourinho, Marcelo đã trở lại vị trí hậu vệ trái đương nhiên của mình. Anh ấy bắt đầu tất cả các trận đấu tại giải đấu, đền đáp niềm tin của huấn luyện viên dành cho anh ấy bằng lối chơi phòng ngự và tấn công có chất thép và nhận được sự ngưỡng mộ của huấn luyện viên. Vào ngày 25 tháng 11 năm 2010, Marcelo có tên trong danh sách 55 cầu thủ rút gọn cho FIFA World XI. Anh ghi bàn thắng đầu tiên của mùa giải mới trong chiến thắng 1–0 trước Espanyol vào ngày 13 tháng 2.  Anh ấy đã có một trận đấu tuyệt vời trước Lyon tại Champions League. Thể hiện sự tinh tế trong tấn công và kỹ năng phòng ngự, anh ấy đã mở tỷ số với bàn thắng đầu tiên tại Champions League và kiến tạo cho Karim Benzema. Bàn thắng của anh ấy, ở cuối trận, anh ấy được mệnh danh là người đàn ông của trận đấu, trong đó Real tiếp tục giành chiến thắng 3–0, và tiến vào tứ kết lần đầu tiên kể từ năm 2004. Sau đó, Marcelo tiếp tục mùa giải tuyệt vời của mình. ghi bàn trong trận bán kết lượt về với Barcelona tại Camp Nou. Trận đấu kết thúc với tỷ số 1–1, nhưng Real Madrid đã để thua với tổng tỷ số 3–1 kể từ khi họ thua 2–0 trên sân nhà ở trận lượt đi. Chiến dịch thành công của Marcelo tại Champions League đã giúp anh có một suất đá chính trong đội hình xuất phát của UEFA. Marcelo đã được truyền thông thế giới ca ngợi rất nhiều trong mùa giải đó, và nhiều người gọi anh là hậu vệ trái xuất sắc nhất thế giới. Diego Maradona cho biết anh là cầu thủ xuất sắc thứ ba ở La Liga, sau Cristiano Ronaldo và Lionel Messi.

#### Mùa giải 2011–12

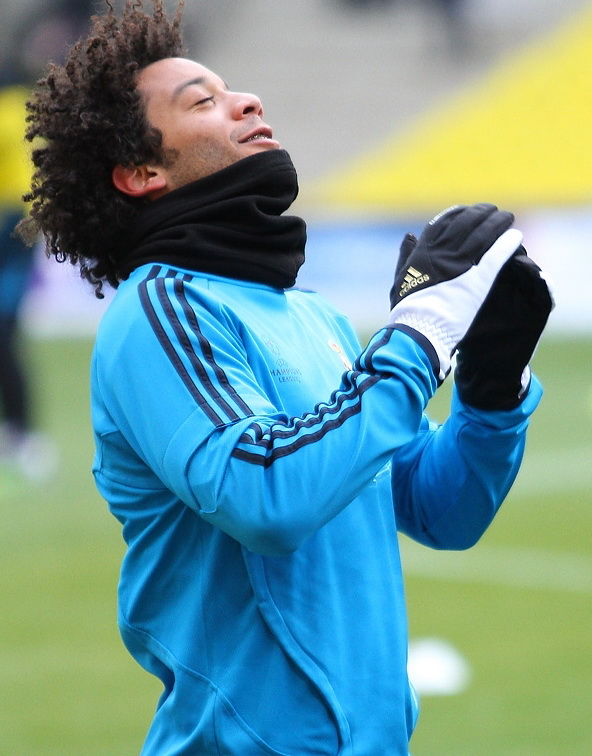
Marcelo năm 2012.

Marcelo bị đuổi khỏi sân vào ngày 17 tháng 8 năm 2011 trong trận thua 3–2 của Madrid trước Barcelona. Vào ngày 3 tháng 12 năm 2011, Marcelo ghi bàn thắng thứ ba cho Madrid trong chiến thắng 3–0 trước Sporting Gijón ở La Liga .
Paolo Maldini đã công nhận Marcelo và gọi anh là hậu vệ trái hiện tại, "người tấn công tuyệt vời và một hậu vệ, một chuyên gia của cả hai khu vực."
Roberto Carlos cho biết Marcelo là hậu vệ trái xuất sắc nhất thế giới. "Anh ấy có nhiều khả năng hơn tôi với trái bóng và anh ấy tham gia tốt hơn," và thậm chí còn gọi anh ấy là người thừa kế của mình.  Marcelo đã thể hiện những màn trình diễn tuyệt vời ở vị trí hậu vệ trái, chẳng hạn như trong trận tứ kết Champions League với câu lạc bộ Síp APOEL, khi vào sân thay người ở phút 75 cho Fábio Coentrão. Marcelo là một phần của đội hình xuất phát khi Real Madrid giành chức vô địch La Liga thứ 32 của họ.

#### Mùa giải 2012–13
Marcelo ghi bàn thắng đầu tiên trong mùa giải vào lưới Manchester City ở vòng bảng Champions League vào ngày 19 tháng 9, bàn thắng đầu tiên của Real trong chiến thắng 3–2 tại Santiago Bernabéu.
Kể từ tháng 2 năm 2013, Marcelo đã trở lại sau chấn thương và dẫn dắt Real Madrid vào ngày 23 tháng 2 tại Estadio Riazor, kết thúc với chiến thắng 2-1 cho Los Merengues . Vào ngày 20 tháng 4, anh lại chơi với tư cách là đội trưởng trong trận đấu với Real Betis tại Santiago Bernabéu. Ở phút 14, anh dính chấn thương cơ sau pha cản phá một đường chuyền dài, nhưng trận đấu đã khép lại với chiến thắng 3–1 cho đội chủ nhà.

#### Mùa giải 2013–14
Marcelo ghi bàn mở tỷ số cho Real Madrid trước Chelsea trong trận chung kết Guinness International Champions Cup 2013 vào ngày 7 tháng 8; Real Madrid thắng 3–1. Trong mùa giải, anh chơi 28 trận và ghi một bàn, trong chiến thắng 3–0 trước Levante vào ngày 9 tháng 3.
Marcelo đã ghi bàn thắng thứ ba cho Real Madrid trong chiến thắng 4–1 của họ trong trận chung kết UEFA Champions League 2014 trước đối thủ cùng thành phố Atlético Madrid, với một pha lập công từ ngoài vòng cấm sau khi vào sân thay cho Fábio Coentrão.

#### Mùa giải 2015–16

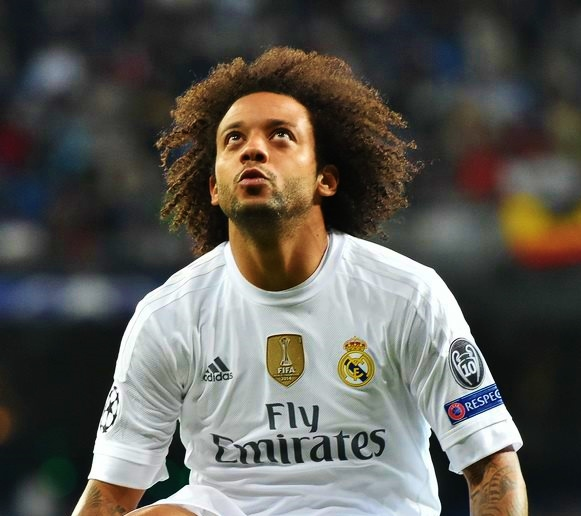
Marcelo trong trận đấu với Shakhtar Donetsk trong vòng bảng của UEFA Champions League 2015–16.

Vào ngày 10 tháng 7 năm 2015, Marcelo ký hợp đồng mới với Real Madrid, giữ anh ở lại câu lạc bộ cho đến năm 2020. Vào ngày 18 tháng 10 năm 2015, anh ghi bàn thắng đầu tiên của mùa giải khi ghi bàn thắng đầu tiên cho Real Madrid trong chiến thắng 3–0 trên sân nhà trước Levante.
Anh là người thường xuyên đá chính khi đội nhà giành chức vô địch UEFA Champions League 2015–16, đánh bại Atlético Madrid một lần nữa trong trận chung kết trên chấm phạt đền.

#### Mùa giải 2016–17
Anh đã chơi 30 trận khi Madrid vô địch La Liga 2016–17 và thường xuyên đá chính khi Madrid vô địch UEFA Champions League 2016–17 sau khi đánh bại Juventus 4–1 trong trận chung kết.

#### Mùa giải 2017–18
Vào ngày 13 tháng 9 năm 2017, Marcelo ký hợp đồng mới giữ anh ở lại câu lạc bộ cho đến mùa hè năm 2022. Tại UEFA Champions League 2017–18, anh đã có 11 lần ra sân, đồng thời ghi 3 bàn, khi Madrid vô địch lần thứ 3 liên tiếp và thứ 13 vô địch Champions League chung cuộc với chiến thắng 3-1 trước Liverpool trong trận chung kết.

#### 2018–22: Các mùa giải cuối cùng, băng đội trưởng và ra đi
Trong mùa giải, anh đã có 34 lần ra sân, đồng thời giành chức vô địch FIFA Club World Cup lần thứ ba liên tiếp.
Anh ấy đã ra sân 15 lần trong mùa giải khi Real Madrid vô địch La Liga 2019–20.
Anh xuất hiện không thường xuyên trong mùa giải 2020–21 do nhiều chấn thương khác nhau và được thay thế bởi Ferland Mendy ở vị trí hậu vệ trái. Anh ra sân tổng cộng 19 trận trên mọi đấu trường khi Real Madrid đứng thứ hai trên BXH sau Atlético Madrid.
Vào ngày 16 tháng 6 năm 2021, có thông báo rằng anh ấy sẽ trở thành đội trưởng của Real Madrid từ đầu mùa giải 2021–22, vì là cầu thủ đã khoác áo đội một lâu nhất sau Sergio Ramos, anh ấy sẽ được chỉ định đến vai trò sau khi Ramos ra đi, khiến anh trở thành đội trưởng nước ngoài đầu tiên kể từ năm 1904.
Vào ngày 19 tháng 10 năm 2021, Marcelo có trận đấu thứ 100 tại Champions League trong chiến thắng 5–0 trước Shakhtar Donetsk.
Vào ngày 30 tháng 4 năm 2022, sau khi vô địch La Liga, Marcelo trở thành cầu thủ có nhiều danh hiệu nhất trong lịch sử của Real Madrid, vượt qua Paco Gento, với 24 danh hiệu.
Vào ngày 28 tháng 5 năm 2022, Marcelo nâng cao chiếc cúp Champions League thứ năm của mình sau khi đánh bại Liverpool 1–0 trong trận chung kết tại Stade de France, mặc dù không góp mặt trong chính trận đấu. Sau trận chung kết, Marcelo tuyên bố sẽ rời câu lạc bộ sau 15 năm.

### Olympiakos
Vào ngày 3 tháng 9 năm 2022, Marcelo ký hợp đồng với câu lạc bộ Olympiakos tại Super League Greeca. Anh thi đấu có câu lạc bộ Thổ Nhĩ Kì này được 1 năm thì rời đi nhưng vẫn để lại một số đóng góp chuyên môn cho đội bóng.

### Trở lại Fluminense
Tối ngày 24 tháng 2 năm 2023 theo giờ Việt Nam, trang chủ câu lạc bộ Fluminense thông báo chính thức chiêu mộ Marcelo với bản hợp đồng tới tháng 12 năm 2024. Trong trận đấu gặp Argentinos Juniors tại Copa Libertadores, Marcelo đã có một tình huống không cố ý khi đạp thẳng vào chân của Luciano Sanchez khi anh đang cố phòng thủ và khiến anh ấy bị gãy chân, Marcelo nhận thẻ đỏ và rời sân với những giọt nước mắt nức nở.

## Sự nghiệp cấp quốc tế

### Thế vận hội mùa hè tại Bắc Kinh 2008

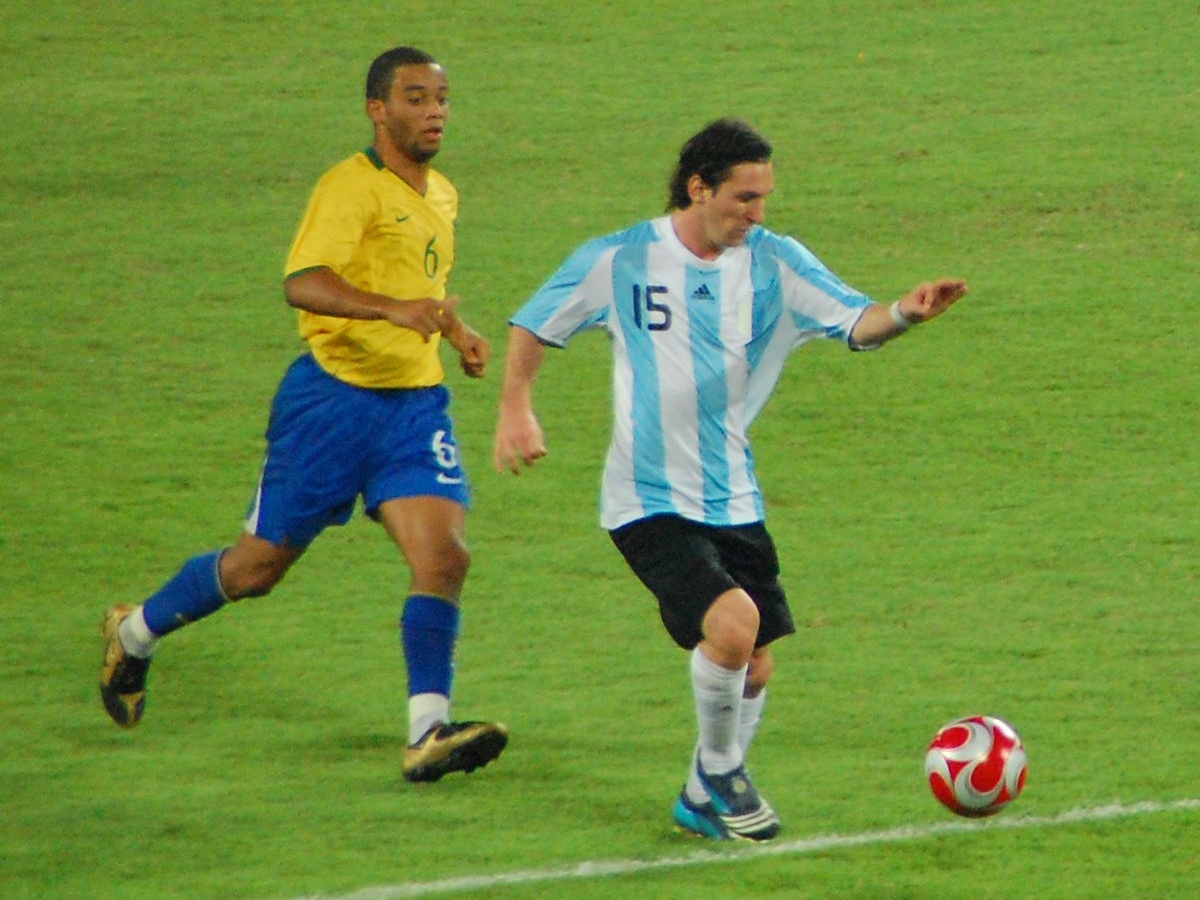
Lionel Messi của Argentina vượt qua Marcelo trong trận bán kết Thế vận hội mùa hè 2008

Marcelo đã ghi bàn trong trận ra mắt Brasil trong chiến thắng 2–0 trước Xứ Wales tại White Hart Lane của Tottenham Hotspur. Anh đón bóng ngay bên ngoài vòng cấm xứ Wales và sút tung lưới hậu vệ biên Brazil truyền thống. Marcelo từng được so sánh với cựu hậu vệ trái Roberto Carlos của đội tuyển quốc gia Brazil, người cũng từng chơi cho Real Madrid. Cả hai đã chơi cùng nhau trong nửa sau của mùa giải 2006–07 trước khi Carlos chuyển đến câu lạc bộ Thổ Nhĩ Kỳ Fenerbahçe.
Anh được gọi vào đội tuyển Olympic 2008, nơi anh đã giành được huy chương đồng.

### Vắng mặt tại World Cup 2010
Vào tháng 5 năm 2010, anh được đặt tên là một trong bảy cầu thủ dự bị cho đội tuyển Brazil tham dự FIFA World Cup 2010. Mặc dù không được huấn luyện viên Brazil khi đó là Dunga gọi lên tuyển, nhưng anh ấy đã được huấn luyện viên mới Mano Menezes lựa chọn một lần nữa cho trận giao hữu với Hoa Kỳ vào ngày 10 tháng 8 năm 2010. Anh ấy là Cầu thủ xuất sắc nhất trong trận giao hữu thắng 2-1 trước México trên sân khách vào ngày 11 tháng 10 năm 2011, ghi bàn thắng bằng cách rê bóng qua một số cầu thủ và sau đó ghi bàn vào lưới.

### Thế vận hội mùa hè tại Luân Đôn 2012
Anh ấy là một phần của đội tuyển Olympic Brasil tham dự Olympic 2012, là một trong ba cầu thủ quá tuổi, nơi Brazil đã giành được huy chương bạc.

### Confederations Cup 2013
Marcelo được chọn là thành viên của Luiz Felipe Scolari đội tuyển Brazil tham dự FIFA Confederations Cup 2013 trên sân nhà. Anh góp mặt trong đội hình xuất phát của Brazil trong cả năm trận đấu, bao gồm cả chiến thắng 3–0 trước Tây Ban Nha trong trận chung kết vào ngày 30 tháng 6, tại Sân vận động Maracanã.

### Kí ức đáng quên tại World Cup 2014

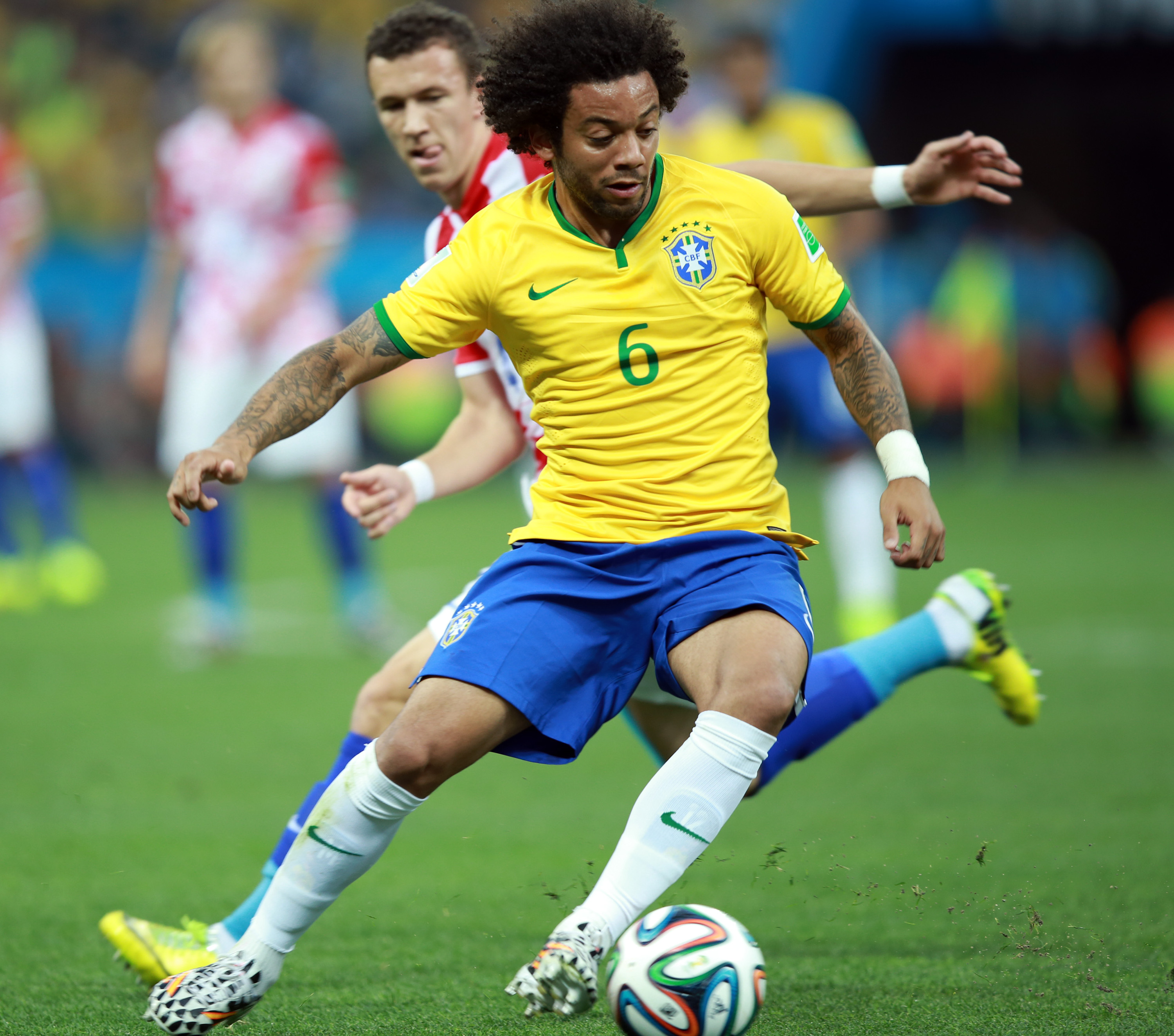
Marcelo tranh bóng với Ivan Perišić của Croatia trong trận đấu mở màn FIFA World Cup 2014.

Tại FIFA World Cup 2014, một lần nữa được diễn ra trên sân nhà, Marcelo đã phản lưới nhà ở phút thứ 11 của trận đấu mở màn với Croatia vào ngày 12 tháng 6, làm chệch hướng cú sút của Nikica Jelavić trong bàn thắng đầu tiên của giải đấu. Đây là bàn phản lưới nhà đầu tiên mà Brazil ghi được tại World Cup, mặc dù cuối cùng họ đã giành chiến thắng với tỷ số 3–1. Sau đó tại trận bán kết với Đức, Brazil đã tạo nên một thảm họa khi để thua với một tỉ số không tưởng đó là 1-7, điều đó khiến đội bóng phải chịu rất nhiều áp lực và lời chỉ trích từ các CĐV Brazil.

### World Cup 2018
Vào tháng 5 năm 2018, anh có tên trong đội hình cuối cùng của FIFA World Cup 2018. Dù vậy Brazil vẫn loại sớm tại vòng tứ kết trước Bỉ.

### Không có tên tại Copa América 2019
Vào tháng 5 năm 2019, anh bị HLV Tite loại khỏi đội hình 23 người cuối cùng của Brazil cho Copa América 2019.

## Thống kê sự nghiệp

### Câu lạc bộ
Tính đến ngày 20 tháng 5 năm 2022
| Câu lạc bộ          | Mùa giải            | Giải vô địch        | Giải vô địch | Giải vô địch | Cúp  | Cúp | Châu lục | Châu lục | Khác | Khác | Tổng | Tổng |
| Câu lạc bộ          | Mùa giải            | Hạng đấu            | Trận         | Bàn          | Trận | Bàn | Trận     | Bàn      | Trận | Bàn  | Trận | Bàn  |
| ------------------- | ------------------- | ------------------- | ------------ | ------------ | ---- | --- | -------- | -------- | ---- | ---- | ---- | ---- |
| Fluminense          | 2005                | Série A             | 12           | 2            | 0    | 0   | 0        | 0        | 0    | 0    | 12   | 2    |
| Fluminense          | 2006                | Série A             | 18           | 4            | 0    | 0   | 0        | 0        | 0    | 0    | 18   | 4    |
| Fluminense          | Tổng cộng           | Tổng cộng           | 30           | 6            | 0    | 0   | 0        | 0        | 0    | 0    | 30   | 6    |
| Real Madrid         | 2006–07             | La Liga             | 6            | 0            | 0    | 0   | 0        | 0        | —    | —    | 6    | 0    |
| Real Madrid         | 2007–08             | La Liga             | 24           | 0            | 2    | 0   | 6        | 0        | —    | —    | 32   | 0    |
| Real Madrid         | 2008–09             | La Liga             | 27           | 4            | 2    | 0   | 5        | 0        | —    | —    | 34   | 4    |
| Real Madrid         | 2009–10             | La Liga             | 35           | 4            | 2    | 0   | 6        | 0        | —    | —    | 43   | 4    |
| Real Madrid         | 2010–11             | La Liga             | 32           | 3            | 6    | 0   | 12       | 2        | —    | —    | 50   | 5    |
| Real Madrid         | 2011–12             | La Liga             | 32           | 3            | 3    | 0   | 7        | 0        | 2    | 0    | 44   | 3    |
| Real Madrid         | 2012–13             | La Liga             | 14           | 0            | 1    | 0   | 2        | 1        | 2    | 0    | 19   | 1    |
| Real Madrid         | 2013–14             | La Liga             | 28           | 1            | 4    | 0   | 7        | 1        | —    | —    | 39   | 2    |
| Real Madrid         | 2014–15             | La Liga             | 34           | 2            | 3    | 1   | 11       | 1        | 5    | 0    | 53   | 4    |
| Real Madrid         | 2015–16             | La Liga             | 30           | 2            | 0    | 0   | 11       | 0        | —    | —    | 41   | 2    |
| Real Madrid         | 2016–17             | La Liga             | 30           | 2            | 3    | 1   | 11       | 0        | 3    | 0    | 47   | 3    |
| Real Madrid         | 2017–18             | La Liga             | 28           | 2            | 0    | 0   | 11       | 3        | 5    | 0    | 44   | 5    |
| Real Madrid         | 2018–19             | La Liga             | 23           | 2            | 4    | 0   | 4        | 1        | 3    | 0    | 34   | 3    |
| Real Madrid         | 2019–20             | La Liga             | 15           | 1            | 3    | 1   | 4        | 0        | 1    | 0    | 23   | 2    |
| Real Madrid         | 2020–21             | La Liga             | 16           | 0            | 1    | 0   | 2        | 0        | —    | —    | 19   | 0    |
| Real Madrid         | 2021–22             | La Liga             | 12           | 0            | 2    | 0   | 3        | 0        | 1    | 0    | 18   | 0    |
| Real Madrid         | Tổng cộng           | Tổng cộng           | 386          | 26           | 36   | 3   | 102      | 9        | 22   | 0    | 546  | 38   |
| Tổng cộng sự nghiệp | Tổng cộng sự nghiệp | Tổng cộng sự nghiệp | 416          | 32           | 36   | 3   | 102      | 9        | 22   | 0    | 576  | 44   |

1. 1 2 3 4 5 6 7 8 9 10 11 12 13 14 15  Appearance(s) in UEFA Champions League
2. 1 2 3 4  Appearance(s) in Supercopa de España
3. 1 2  One appearance in UEFA Super Cup, two appearances in Supercopa de España, two appearances in FIFA Club World Cup
4. 1 2  One appearance in UEFA Super Cup, two appearances in FIFA Club World Cup

### Quốc tế
Tính đến ngày 6 tháng 7 năm 2018.
| Brasil | Brasil | Brasil | Brasil |
| Năm    | Trận   | Bàn    |        |
| ------ | ------ | ------ | ------ |
| 2006   | 1      | 1      |        |
| 2007   | 1      | 0      |        |
| 2008   | 2      | 0      |        |
| 2009   | 2      | 0      |        |
| 2010   | 0      | 0      |        |
| 2011   | 2      | 1      |        |
| 2012   | 8      | 2      |        |
| 2013   | 12     | 0      |        |
| 2014   | 9      | 0      |        |
| 2015   | 5      | 0      |        |
| 2016   | 3      | 0      |        |
| 2017   | 5      | 2      |        |
| 2018   | 8      | 0      |        |
| Tổng   | 58     | 6      |        |

Tỷ số và kết quả liệt kê bàn thắng của Brazil trước tiên:
| # | Ngày                 | Địa điểm                                            | Đối thủ              | Bàn thắng | Kết quả | Giải đấu                 |
| - | -------------------- | --------------------------------------------------- | -------------------- | --------- | ------- | ------------------------ |
| 1 | 5 tháng 9 năm 2006   | White Hart Lane, Luân Đôn, Anh                      | Wales                | 2–0       | 2–0     | Giao hữu                 |
| 2 | 11 tháng 10 năm 2011 | Sân vận động Corona, Torreón, México                | México               | 2–1       | 2–1     | Giao hữu                 |
| 3 | 28 tháng 2 năm 2012  | AFG Arena, St. Gallen, Thụy Sĩ                      | Bosna và Hercegovina | 1–0       | 2–1     | Giao hữu                 |
| 4 | 30 tháng 5 năm 2012  | FedExField, Landover, Hoa Kỳ                        | Hoa Kỳ               | 3–1       | 4–1     | Giao hữu                 |
| 5 | 27 tháng 3 năm 2017  | Arena Corinthians, São Paulo, Brasil                | Paraguay             | 3–0       | 3–0     | Vòng loại World Cup 2018 |
| 6 | 10 tháng 11 năm 2017 | Sân vận động Pierre-Mauroy, Villeneuve-d'Ascq, Pháp | Nhật Bản             | 2–0       | 3–1     | Giao hữu                 |

## Danh hiệu

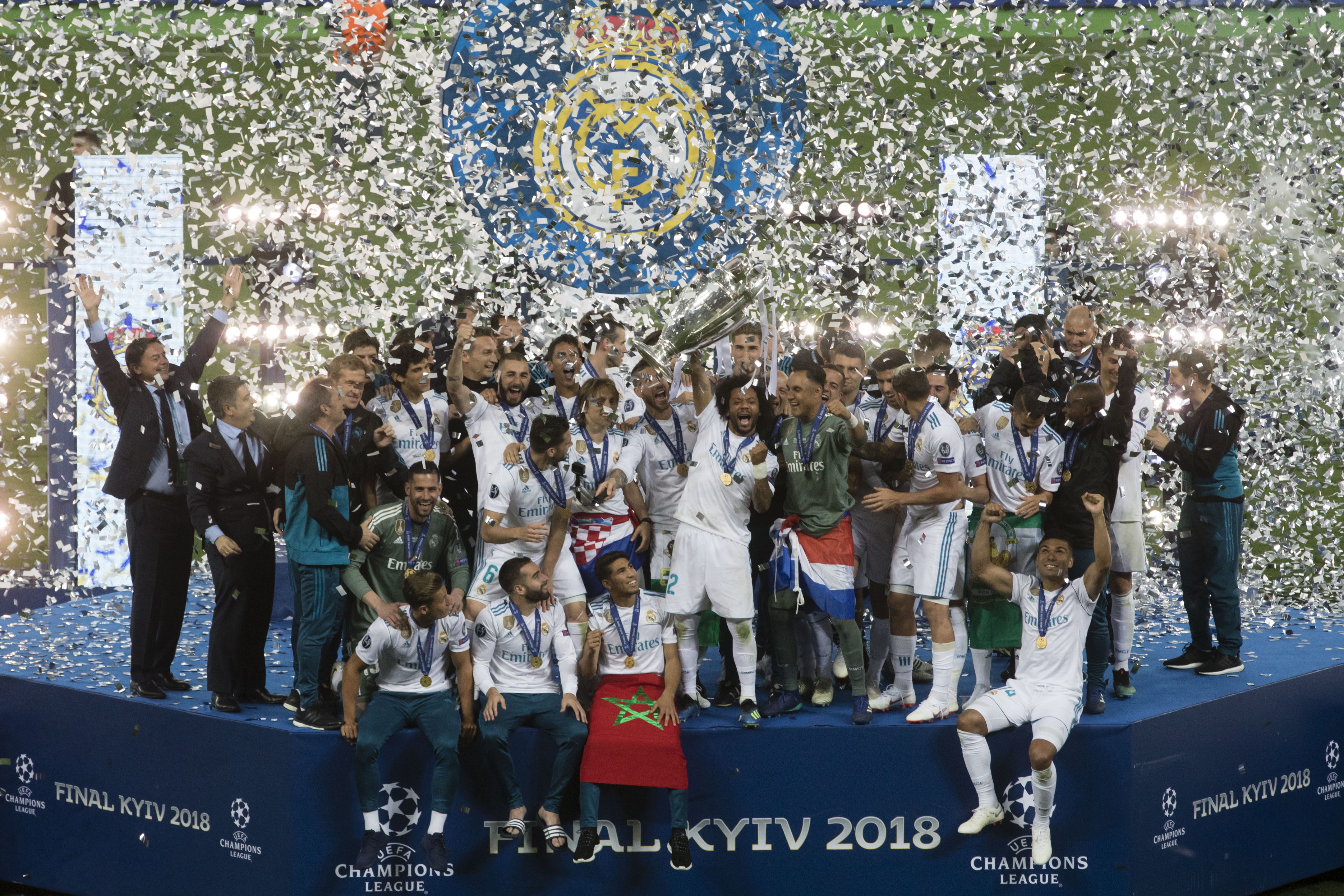
Marcelo nâng cao European Champion Clubs' Cup khi Real Madrid ăn mừng chức vô địch UEFA Champions League, vào ngày 26 tháng 5 năm 2018.

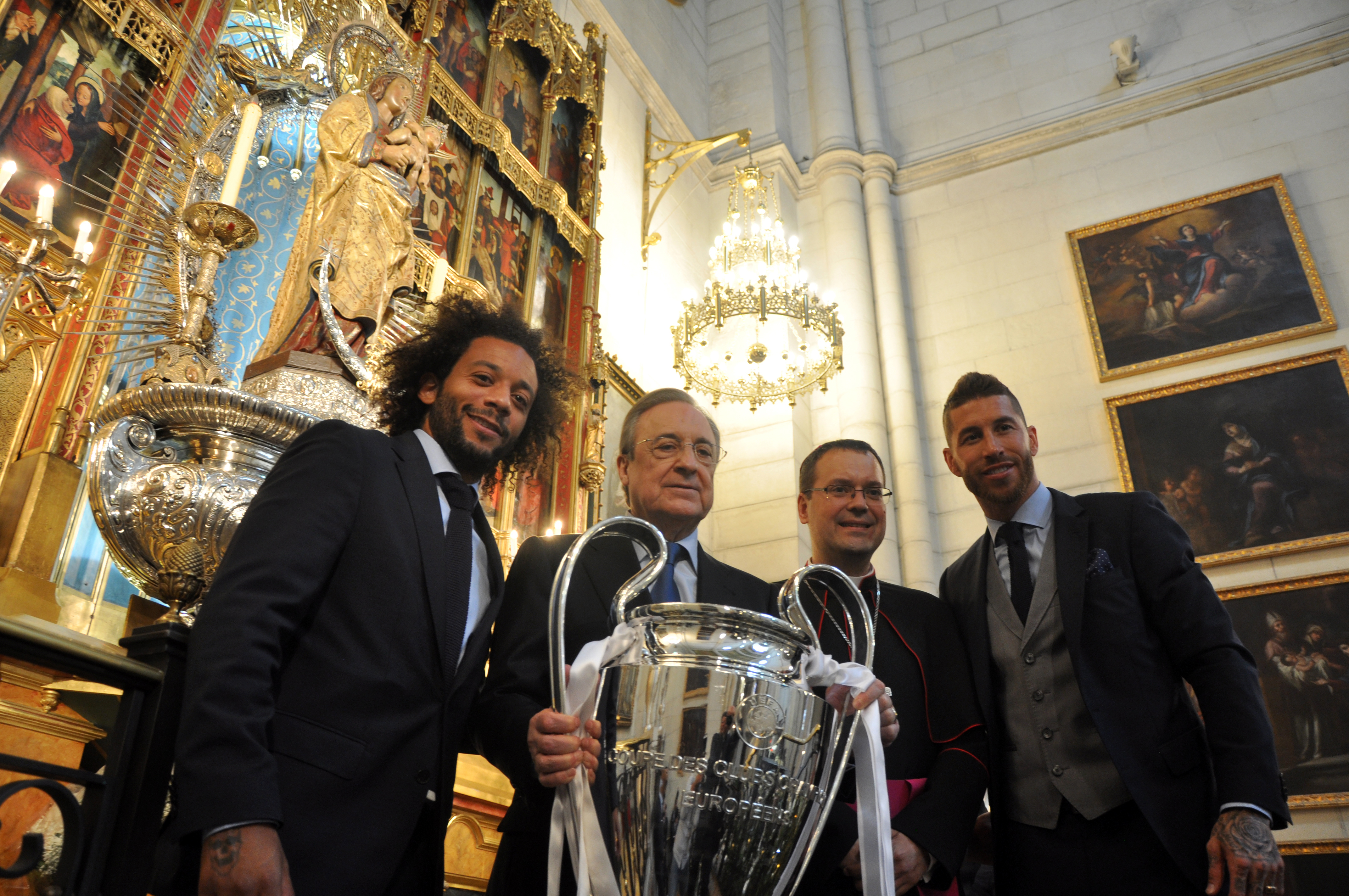
Marcelo ăn mừng sau khi giành chiến thắng trong trận Chung kết UEFA Champions League 2018.

### Câu lạc bộ

#### Real Madrid
- La Liga: 2006–07, 2007–08, 2011–12, 2016–17, 2019–20, 2021–22
- Copa del Rey: 2010–11, 2013–14
- Supercopa de España: 2008, 2012, 2017, 2019–20, 2021–22
- UEFA Champions League: 2013–14, 2015–16, 2016–17, 2017–18, 2021–22
- UEFA Super Cup: 2014, 2016, 2017
- FIFA Club World Cup: 2014, 2016, 2017, 2018

#### Fluminense
- Campeonato Carioca: 2005, 2023
- Taca Rio: 2005
- Copa Libertadores: 2023

### Quốc tế

#### Olympic Brasil
- Huy chương Đồng Olympic 2008
- Huy chương Bạc Olympic 2012

#### Brasil
- FIFA Confederations Cup: 2013

### Cá nhân
- 2006 Campeonato Brasileiro Série A Team of the Year
- UEFA Team of the Year: 2011
- FIFA/FIFPro World XI: 2012